# Diócesis de Mallorca
La diócesis de Mallorca (en latín: Dioecesis Maioricensis y en catalán: Bisbat de Mallorca) es una circunscripción eclesiástica de la Iglesia católica en España. Se trata de una diócesis latina, sufragánea de la archidiócesis de Valencia. Desde el 19 de septiembre de 2017 su obispo es Sebastià Taltavull Anglada.

## Territorio y organización

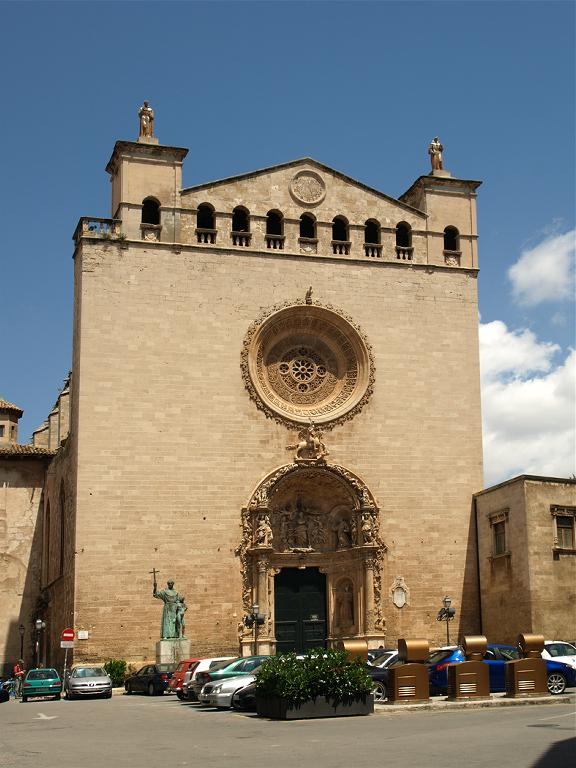
Convento y basílica de San Francisco

La diócesis tiene 3689 km² y extiende su jurisdicción sobre los fieles católicos de rito latino residentes en la comunidad autónoma de las Islas Baleares en las islas de Mallorca y Cabrera.

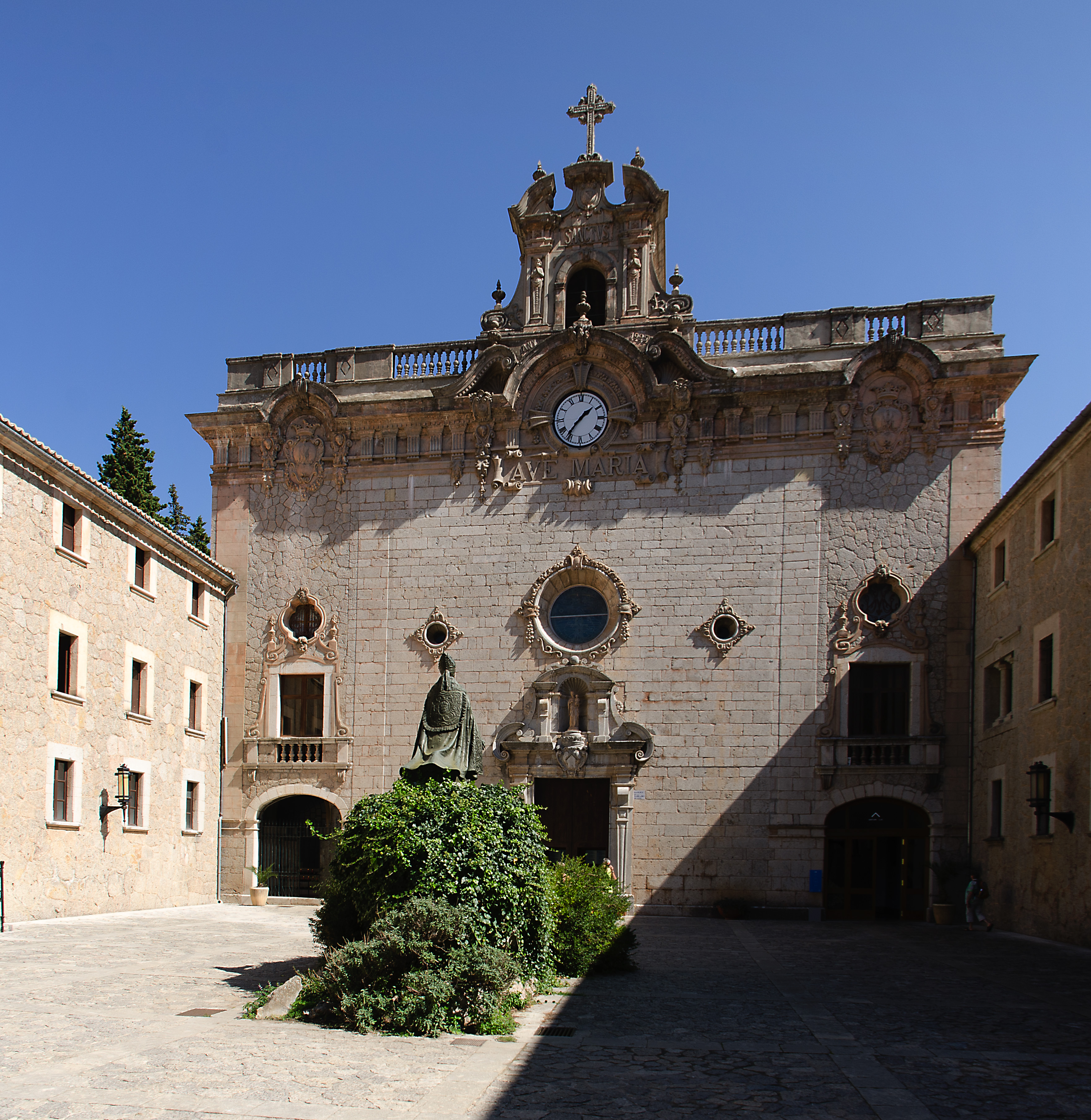
Santuario y basílica de la Madre de Dios

La sede de la diócesis se encuentra en la ciudad de Palma de Mallorca, en donde se halla la Catedral de Santa María y las basílicas menores de San Francisco y de San Miguel. En Lluc se encuentra la basílica de la Madre de Dios.
En 2021 en la diócesis existían 150 parroquias agrupadas en 11 arciprestazgos: Palma 1, Palma 2, Palma 3, Palma 4, Es Pla, Levante, Lluc-Raiguer, Migjorn, Miramar-Vall de Sóller, Norte y Poniente.

## Historia
Se desconocen los orígenes del cristianismo en Mallorca, y en general en todo el archipiélago balear. Ciertamente las islas ya tenían su propia organización eclesiástica en la segunda mitad del siglo V, como documenta la Notitia provinciarum et civitatum Africae, que contiene la lista de obispos convocados a Cartago por el rey vándalo Hunerico en 484. Entre los obispos de la provincia civil insule Sardiniae figura el obispo Helias de Maiorica; sin embargo, no hay evidencia, como sostienen algunos historiadores, de que la diócesis dependiera de la provincia eclesiástica de la arquidiócesis de Cagliari. Las excavaciones y la investigación arqueológica han sacado a la luz los restos de tres basílicas que datan de la época vándala o bizantina (siglo VI).
Con el comienzo del siglo VIII se inició un período de decadencia para las islas Baleares, que por su posición estratégica fueron disputadas por árabes, carolingios y normandos. Las continuas incursiones acabaron con las estructuras eclesiásticas, aunque probablemente sobrevivió una comunidad cristiana, como parece documentado por dos privilegios del papa Formoso (hacia 892) y del papa Romano (897), en los que se confiaban las islas del archipiélago a jurisdicción de los obispos de Gerona. Con el siglo X, sin embargo, se impone definitivamente la dominación musulmana y desde ese momento poco o nada se sabe de la comunidad cristiana de Mallorca.
Un documento árabe de 1058, cuya autenticidad no es unánimemente cierta, da fe de la concesión al obispo de Barcelona Guislaberto de la jurisdicción espiritual sobre los cristianos de las islas Baleares. Este y otros documentos fueron utilizados por los obispos de Barcelona en un intento de que se reconociera la jurisdicción sobre las islas, jurisdicción que no se concedió cuando fueron liberadas de los árabes en el siglo XIII.
Mallorca fue reconquistada el 31 de diciembre de 1229 y de inmediato comenzó la cristianización de la isla. El año anterior, el rey de Aragón había concedido autoridad sobre la isla a los obispos de Barcelona, en virtud de sus presuntos privilegios antiguos. Sin embargo, la Santa Sede pospuso la decisión final; en 1235 el papa Gregorio IX encomendó temporalmente la administración de las comunidades cristianas de Mallorca al preboste de Tarragona, y finalmente el 15 de julio de 1237 encomendó a los obispos de Lérida y Vic la tarea de elegir al obispo de Mallorca y consagrarlo. El primer obispo de la nueva sede fue Raimundo de Torrelles, cuya primera mención data del 12 de octubre de 1238. La diócesis de Mallorca, con jurisdicción sobre todo el archipiélago balear, fue puesta por el papa en sujeción inmediata a la Santa Sede.
El cabildo catedralicio data de 1244 y fue confirmado por el papa Inocencio IV el 5 de abril de 1245. El mismo papa confirmó la inmediatez romana de la diócesis en 1248. En 1458 la diócesis de Mallorca pasó a formar parte de la nueva provincia eclesiástica de la archidiócesis de Valencia.
En 1351 cedió las islas Canarias para la erección de la diócesis de las Islas Afortunadas, que, sin embargo, duró poco; el archipiélago se constituyó definitivamente como circunscripción autónoma en 1369 con la erección de la diócesis de Telde y Canarias.
El 30 de abril de 1782 cedió la isla de Ibiza para el restablecimiento de la diócesis de Ibiza mediante la bula Ineffabilis Dei del papa Pío VI.
El 23 de julio de 1795 cedió la isla de Menorca para el restablecimiento de la diócesis de Menorca mediante la bula Ineffabilis Dei del papa Pío VI.
Con el acuerdo de 1851 entre España y la Santa Sede, se suprimió la diócesis de Ibiza y se agregó formalmente su territorio al de la diócesis de Mallorca. Sin embargo, la unión entre las dos diócesis nunca se logró del todo, aunque el obispo tenía el título de Mallorca e Ibiza. En 1927 se restableció la sede de Ibiza como administración apostólica, elevada al rango de diócesis en 1949.

## Estadísticas
Según el Anuario Pontificio 2022 la diócesis tenía a fines de 2021 un total de 711 280 fieles bautizados.
| Año                                                                             | Población            | Población | Población      | Sacerdotes | Sacerdotes    | Sacerdotes    | Bautizados por sacerdote | Diáconos permanentes | Religiosos | Religiosos | Parroquias |
| Año                                                                             | Bautizados católicos | Total     | % de católicos | Total      | Clero secular | Clero regular | Bautizados por sacerdote | Diáconos permanentes | Varones    | Mujeres    | Parroquias |
| ------------------------------------------------------------------------------- | -------------------- | --------- | -------------- | ---------- | ------------- | ------------- | ------------------------ | -------------------- | ---------- | ---------- | ---------- |
| 1950                                                                            | 327 119              | 327 119   | 100.0          | 544        | 386           | 158           | 601                      |                      | 260        | 1992       | 123        |
| 1969                                                                            | 420 997              | 422 250   | 99.7           | 641        | 463           | 178           | 656                      |                      | 453        | 2025       | 141        |
| 1980                                                                            | 495 000              | 527 000   | 93.9           | 513        | 366           | 147           | 964                      |                      | 289        | 1964       | 160        |
| 1990                                                                            | 495 000              | 551 000   | 89.8           | 439        | 310           | 129           | 1127                     | 1                    | 226        | 1410       | 164        |
| 1999                                                                            | 540 000              | 618 457   | 87.3           | 414        | 291           | 123           | 1304                     | 6                    | 184        | 988        | 154        |
| 2000                                                                            | 572 294              | 637 510   | 89.8           | 411        | 294           | 117           | 1392                     | 6                    | 188        | 1049       | 156        |
| 2001                                                                            | 588 543              | 658 043   | 89.4           | 398        | 285           | 113           | 1478                     | 7                    | 181        | 1022       | 156        |
| 2002                                                                            | 557 122              | 702 122   | 79.3           | 403        | 272           | 131           | 1382                     | 7                    | 229        | 1047       | 156        |
| 2003                                                                            | 569 526              | 730 778   | 77.9           | 396        | 273           | 123           | 1438                     | 7                    | 207        | 980        | 156        |
| 2004                                                                            | 594 860              | 753 584   | 78.9           | 389        | 271           | 118           | 1529                     | 7                    | 215        | 952        | 156        |
| 2013                                                                            | 673 000              | 876 147   | 76.8           | 310        | 212           | 98            | 2170                     | 11                   | 175        | 675        | 154        |
| 2016                                                                            | 670 000              | 859 289   | 78.0           | 300        | 195           | 105           | 2233                     | 15                   | 179        | 580        | 154        |
| 2019                                                                            | 686 260              | 880 113   | 78.0           | 269        | 173           | 96            | 2551                     | 16                   | 152        | 548        | 154        |
| 2021                                                                            | 711 280              | 912 171   | 78.0           | 246        | 156           | 90            | 2891                     | 15                   | 140        | 477        | 150        |
| Fuente: Catholic-Hierarchy, que a su vez toma los datos del Anuario Pontificio. |                      |           |                |            |               |               |                          |                      |            |            |            |

Según cifras oficiales, durante el curso 2018-2019, se formaron 8 seminaristas en el Seminario Mayor diocesano y se ordenaron dos nuevos sacerdotes.